# 荻宜
荻宜（1948年—），本名謝秀蓮，桃園人，台灣小說家。

## 生平
在初中畢業後就開始工作。17歲時在《新生報》首度發表作品〈剪報與我〉。此後開始在報刊上發表小说、小品文、散文、随笔。1969年（21歲時）開始涉足电视剧和广播剧的編劇工作。1975年1月，在《中國時報》副刊上發表短篇小說《米粉嫂》，是為她的成名作。1982年，發表其首部武俠小說作品《七巧神鞭彩虹剑》。:304

## 作品
其作品包括：散文集《生活像一首歌》、《其實生活也蠻有趣》，神異小說《地藏明珠》、《今生，就等一個人》，短篇小說集《米粉嫂》、《愛情再見》、《槍屋》，武俠小說《雙珠記》、《不空遊俠》、《明鏡傳奇》、《採花記》、《江山夢》、《女俠燕單飛》、《醉夢樓》、《鳳在江湖》等。